# 元廞
元 廞（げん きん、486年 - 528年）は、北魏の皇族。字は義興。

## 経歴
元英の庶子として生まれた。叔父の元並洛の後を嗣いだ。孝明帝初年、員外散騎侍郎の位を受けた。騎兵参軍をつとめ、襄威将軍の号を加えられた。軍功により員外散騎常侍となり、十州都将をつとめた。元熙が殺害されたとき、元廞は関係を断っていたため、連座を免れた。輔国将軍・通直散騎常侍の位を受けた。528年（建義元年）4月、河陰の変で殺害された。享年は43。中軍将軍・瀛州刺史の位を追贈された。同年7月、竟陵の東に葬られた。後に散騎常侍・征東将軍の位を贈られた。永安年間、燕郡王に追封され、まもなく鉅鹿王に改封され、さらに武邑王に改封された。

## 妻子

### 妻
- 趙郡李氏（爾朱栄の妻と昵懇であった）

### 子
- 元述（後嗣、東魏の天平年間に通直郎、北斉が建国されると爵位を降格された）

## 伝記資料
- 『魏書』巻19下 列伝第7下
- 『北史』巻18 列伝第6
- 魏故使持節中軍将軍征東大将軍散騎常侍瀛州刺史元君墓誌銘（元廞墓誌）